# NGC 6056
NGC 6056 este o galaxie lenticulară situată în constelația Hercule. A fost descoperită în 8 iunie 1886 de către Lewis A. Swift.